# Charles-Victor de Spoelberch

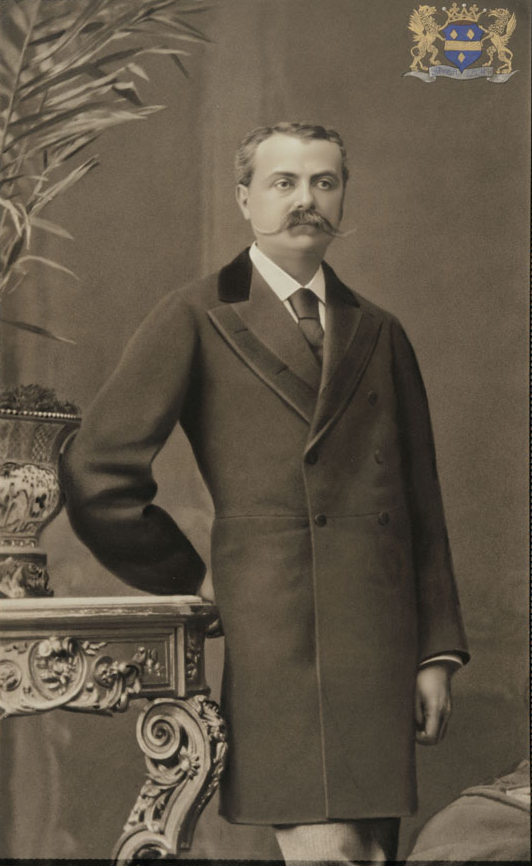

Charles Victor Maximilien Albert de Spoelberch (officieus de Spoelberch de Lovenjoul) (Brussel, 30 april 1836 - Royat (Frankrijk), 4 juli 1907), telg uit de Brabantse familie Spoelberch, was een Belgische geleerde, collectioneur en literatuurcriticus. Hij werd de grootste collectioneur van de negentiende-eeuwse Franse romantische literaire productie.

## Levensloop
Burggraaf Charles de Spoelberch was een zoon van burggraaf Maximilien de Spoelberch (1802-1873) en van die zijn nicht, Hortense de Putte (1814-1873), een dochter van François de Putte (1771-1819) en van burggravin Henriette de Spoelberch (1786-1847), dochter van Jean de Spoelberch .
Hij trouwde in 1876 met gravin Marie-Emilie d'Ursel (Brussel, 1853 - Wiesbaden, 1902) dochter van graaf en senator Ludovic-Marie d'Ursel. Het echtpaar bleef kinderloos.
Hij groeide op in de ouderlijke woning in de Regentlaan 41 in Brussel en in het kasteel van Lovenjoel. Zijn vader verzamelde Chinees en Saksisch porselein. Zijn oom verzamelde in het park van Lovenjoel zeldzame coniferen. Charles leerde op vlinderjacht te gaan en de vlinders voor bewaring te behandelen. Hij werd vroeg aangetrokken door boeken en begon ze te verzamelen. Weldra interesseerde hij zich voor de auteurs, meer bepaald aan de romantische Franse auteurs van zijn tijd.
Vanaf 1853 begon hij biografische en bibliografische nota's op te stellen met betrekking tot Théophile Gautier. Om aan zijn passie te voldoen verbleef hij jaarlijks enkele weken in Parijs. Hij kreeg er een opleiding van de uitgever Michel Levy (1821-1875). In 1872 ontving hij Théophile Gautier en toonde hem de omvangrijke collectie die hij van hem had.
In 1875, begeleid door de broer van Michel Levy, Calmann Levy, ontmoette Spoelberch George Sand, van wie hij de volledige werken wilde publiceren. Ze stierf echter het jaar daarop.
Hij werkte mee met Michel Lévy aan de uitgave van de volledige werken van Honoré de Balzac, Gautier, Prosper Mérimée, Gerard de Nerval, Dumas en Sand.
Naast Gautier en George Sand interesseerde hij zich vooral voor Balzac. Daarnaast publiceerde hij artikels over Alfred de Musset, Charles Baudelaire, Henri Monnier, Charles-Augustin Sainte-Beuve, Gustave Flaubert, Alexandre Dumas fils enz. Hij publiceerde artikels onder meer in Le Figaro, Journal des Débats, Le Temps, la Revue Bleue en La revue des Deux Mondes.
Hij vervolgde zijn leergierig leven, samen met zijn vrouw, die een aanzienlijk repertorium samenstelde, La Belgique charitable, dat ze in 1893 in Brussel publiceerde onder het pseudoniem Ludovic Saint-Vincent (in 1904 door De Spoelberch heruitgegeven). Ze leefden beiden buiten het mondaine leven van hun sociale klasse. Hij schreef een tekst Contre l'oisiveté. 
Hij vond ontspanning in het Munttheater en bij de Concerten van het Conservatorium. Hij liet zijn voorliefde voor Wolfgang Amadeus Mozart en zijn allergie voor Richard Wagner kennen in het pamfletje Un mot sur le Théâtre royal de la Monnaie, (Antwerpen, 1899, 12 p.) dat hij ondertekende met Une flûte pas enchantée.
Na de dood van zijn vrouw, nam hij als secretaris Max Deauville, pseudoniem van Maurice Duwez (1881-1966), arts en zoon van de overleden huisarts van Charles de Spoelberch, Victor Duwez.
Vanaf 1905 begon hij zich op de dood voor te bereiden en duidde als zijn testamentuitvoerders aan: zijn notaris, zijn vriend graaf en senator Ferdinand de Marnix de Sainte-Aldegonde en de literatuurcriticus Eugène Gilbert (1864-1919), redactiesecretaris van La Revue générale.
Nog voor zijn dood werd hij in Le Figaro beschreven, als De meest Franse onder de buitenlanders en de meest Parijse onder de Brusselaars, de meest erudiete onder de geletterde edellieden, die een leergierig leven leidt als van een benedictijn, en het uiterlijk behoudt van een cavalerieofficier.
Lijdend aan ouderdomsdiabetes, overleed hij tijdens een kuur in Royat. Hij werd op het kerkhof van Laken begraven, begeleid door een twaalftal familieleden en vrienden.
Hij liet aan de Katholieke Universiteit Leuven het grootste deel van zijn omvangrijk vermogen na en deed hiermee de belangrijkste particuliere schenking uit de geschiedenis van de universiteit. Zijn verzameling kunstvoorwerpen kon in 1940, enigszins gehavend, uit de brand van de universiteitsbibliotheek gered worden. Er werd een permanent museum mee gestoffeerd, het Spoelberchmuseum in het Heilige Geestcollege in de Naamsestraat. Het bevat, naast documenten over de familie, een portrettengalerij, pronkmeubels uit de zeventiende en achttiende eeuw, familiezilver en een collectie Oosters en Europees porselein uit de 18de en 19de eeuw. De schenking in geld liet toe in de Krakenstraat een Spoelberch-instituut te bouwen, dat huisvesting verschafte aan de faculteiten theologie en rechten. Ook het domein de Spoelberch in Lovenjoel, geërfd door een nicht, werd door haar in 1915 aan de universiteit geschonken.
Zijn literaire erfenis ging naar het Institut de France en werd door deze ondergebracht in een speciaal hiervoor aangekochte eigendom, het voormalig klooster van de zusters van Saint-Joseph de Cluny in de Parijse rue du Connétable. In 1987 werd de collectie geïntegreerd in de bibliotheek van het Institut de France, de Bibliothèque Mazarine. De collectie bestond uit 1.400 volumes met manuscripten, vooral van Balzac, Gautier, George Sand, Gustave Flaubert en Sainte-Beuve, 42.000 boeken en 1500 collecties van tijdschriften. De ongeveer 15.000 brieven die Spoelberch tijdens zijn leven ontving of schreef, gewijd aan literaire onderwerpen, werden hieraan toegevoegd. Hiermee heeft hij een aanzienlijke bijdrage geleverd tot het bewaren van alles wat door belangrijke Franse auteurs is geschreven en van alles wat over het literaire Frankrijk van de negentiende eeuw is gepubliceerd of te zeggen valt. 
Ook het hotel Spoelberch, Regentlaan 41, waar hij de hele collectie bewaarde, schonk hij aan het Institut de France. Deze verkocht de eigendom aan de Franse staat en is sindsdien de residentie van de Franse ambassadeur in Brussel.

## Publicaties
- Étude bibliographique sur les oeuvres de George Sand, in: Le Bibliophile belge, 1868. Lacroix).
- Le Rocher de Sisyphe. La Vie, la Nature, la Fantaisie, Parijs, Georges Charpentier, 1879 en 2de uitgave met een brief van Alexandre Dumas fils, 1879.
- Histoire des OEuvres de H. de Balzac, Parijs, Calmann Levy, 1879, heruitgave (herzien, gecorrigeerd en uitgebreid) in 1886 en 1888.
- Histoire des OEuvres de Théophile Gautier, 2 volumes, Parijs, G. Charpentier, 1887.
- Bibliographie des oeuvres complètes de Prosper Mérimée, in: Augustin Filon, Mérimée et ses amis, Parijs, Hachette, 1894.
- Les Lundis d'un chercheur, Parijs, Calmann Lévy, 1894.
- Un roman d'amour, Études balzaciennes, Parijs, Calmann Levy,  1896 (over de verhouding van Balzac met Mme Hanska).
- La Véritable histoire d' « Elle et Lui », notes et documents, Parijs, Calmann Levy, 1897 (over de verhouding van Sand met de Musset).
- Autour de Honoré de Balzac, Parijs, Calmann Levy, 1897.
- La Genèse d'un roman de Balzac, « Les Paysans », lettres et fragments inédits, Parijs, Paul Ollendorff 1901.
- L'Éternel contraste, verzen, Brussel 1899.
- Sainte-Beuve inconnu, Parijs, Plon, 1901.
- Une page perdue de Balzac, notes et documents, Parijs, Ollendorff, 1903.
- Bibliographie et littérature (Trouvailles d'un Bibliophile), studies over Gautier, Mérimée, Latouche, Nodier, Baudelaire, Parijs, Henri Daragon, 1903.
- Correspondance inédite de H. de Balzac in: La Revue Bleue, 1903.
- Lettre sur le travail de H. de Balzac, in: La Revue des Deux Mondes, 1906.
- Les Études philosophiques de Honoré de Balzac, in: La Revue des Deux Mondes, 1907.
- George Sand. Étude bibliographique sur ses oeuvres, postume uitgave bezorgd door Georges Vicaire, Parijs, Henri Ledere, 1914.